# Ferdinando Terruzzi
Ferdinando Terruzzi (Sesto San Giovanni, 17 de febrer de 1924 - 9 d'abril de 2014) va ser un ciclista italià, que fou professional entre 1949 i 1967. Es dedicà al ciclisme en pista, guanyant la medalla d'or en la prova de tàndem dels Jocs Olímpics de Londres de 1948 junt amb Renato Perona. Durant la seva carrera aconseguí 25 victòries en curses de sis dies.
Era germà del també ciclista Giulio Terruzzi.

## Palmarès
- 1948
  -  Campió Olímpic de tàndem (amb Renato Perona)
- 1949
  - 1r als Sis dies de Berlín (amb Severino Rigoni)
- 1950
  - 1r als Sis dies de Nova York (amb Severino Rigoni)
- 1951
  - 1r als Sis dies de Münster 1 (amb Severino Rigoni)
  - 1r als Sis dies de Münster 2 (amb Severino Rigoni)
- 1953
  - 1r als Sis dies de Barcelona (amb Miquel Poblet)
  - 1r de les Sis nits d'Alger (amb Miquel Poblet)
  - 1r als Sis dies de Dortmund (amb Lucien Gillen)
  - 1r als Sis dies de Saint-Étienne (amb Lucien Gillen)
  - 1r als Sis dies de Copenhaguen (amb Lucien Gillen)
- 1954
  - 1r als Sis dies de Copenhaguen (amb Lucien Gillen)
- 1955
  - 1r al Gran Premi Chilco
  - 1r als Sis dies de Berlín (amb Lucien Gillen)
  - 1r als Sis dies de Gant (amb Lucien Gillen)
- 1956
  - 1r als Sis dies de Gant (amb Reginald Arnold)
- 1957
  - Campió d'Europa de Madison (amb Reginald Arnold)
  - 1r als Sis dies de Dortmund (amb Reginald Arnold)
  - 1r als Sis dies de París (amb Jacques Anquetil i André Darrigade)
  - 1r als Sis dies d'Anvers (amb Willy Lauwers i Reginald Arnold)
- 1958
  - 1r als Sis dies de París (amb Jacques Anquetil i André Darrigade)
- 1959
  - 1r als Sis dies de Nova York (amb Leandro Faggin)
  - 1r als Sis dies d'Aarhus (amb Knud Lynge)
- 1960
  - 1r als Sis dies de Buenos Aires (amb Enzo Sacchi)
- 1961
  - 1r als Sis dies d'Essen (amb Reginald Arnold)
  - 1r als Sis dies de Milà (amb Reginald Arnold)
- 1963
  - 1r als Sis dies de Milà (amb Peter Post)
  - 1r als Sis dies de Mont-real (amb Mino de Rossi)
- 1964
  - 1r als Sis dies de Melbourne (amb Leandro Faggin)